# Joó András
Joó András (Segesvár, 1979. április 6. –) erdélyi magyar informatikus, egyetemi oktató.

## Életpályája
2002-ben matematika-informatika szakot végzett a marosvásárhelyi Petru Maior Egyetemen, majd 2003-ban intelligens rendszerek mesterszakot végzett a kolozsvári Babeș–Bolyai Tudományegyetemen. 2003-tól a Sapientia Erdélyi Magyar Tudományegyetem marosvásárhelyi karán tanársegéd. Birminghamben az Aston Universityn doktorált.

## Munkássága
Főbb kutatási területei: evolúciós algoritmusok, gépi tanulás.

### Cikkei (válogatás)
- D. Dumitrescu, A. Joó: Generalized Decision Trees Built with Evolutionary Techniques. An. Univ. Timiş., Ser. Mat.-Inform. 42, Spec. Iss. II, 91–102 (2004). Studies in Informatics and Control, Vol. 14, No.1, March 2005.
- András Joó: Mining Evolving Learning Algorithms in: Genetic Programming, Lecture Notes in Computer Science, 2009, Volume 5481/2009, 73–84.
- A. Joó, J. P. Neirotti: Towards identifying salient patterns in genetic programming individuals, GECCO '09 Proceedings of the 11th Annual conference on Genetic and evolutionary computation, July 2009.